# Újváros (Győr)

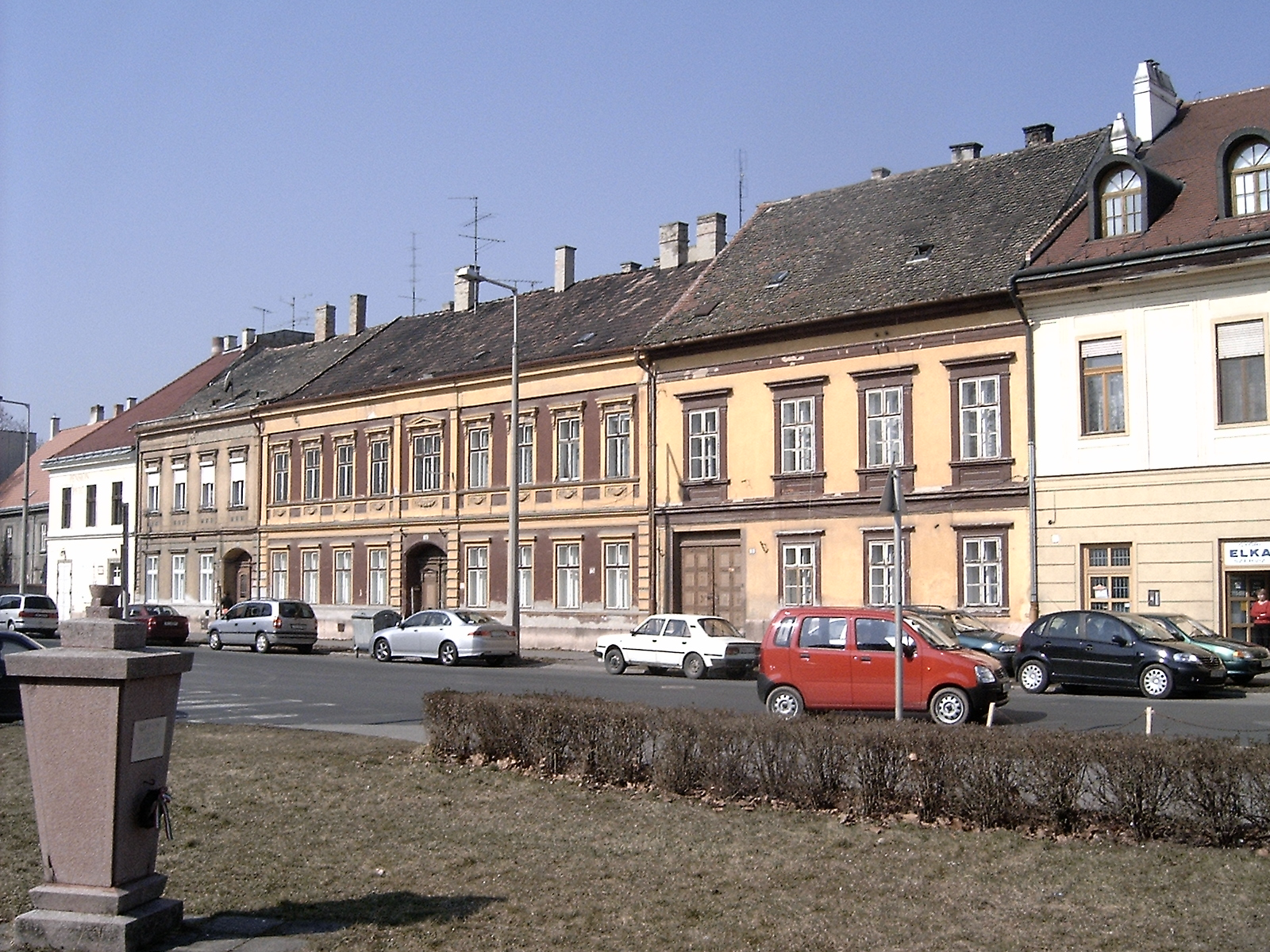
Kossuth utcai részlet

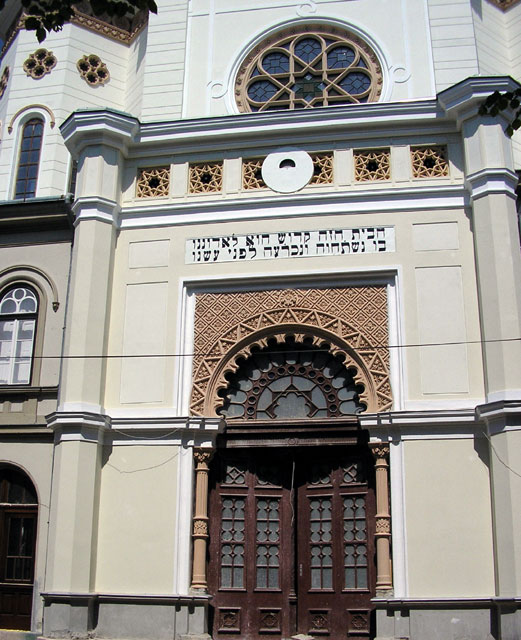
A zsinagóga homlokzata

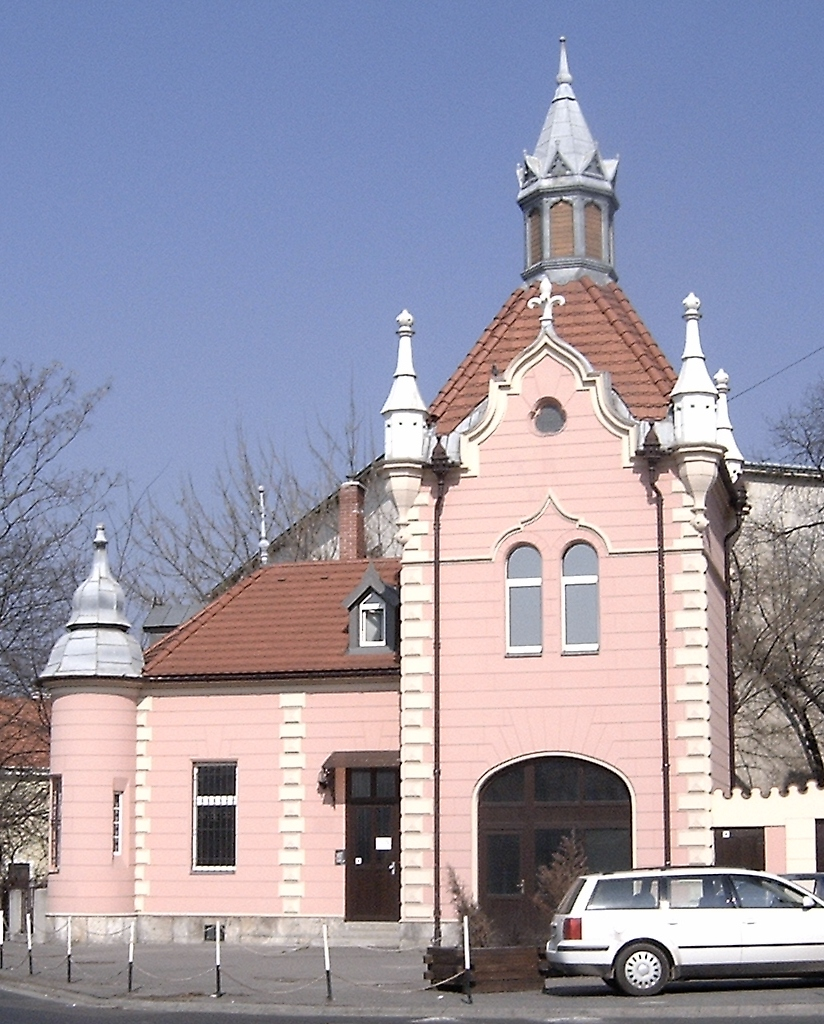
Az egykori vámház

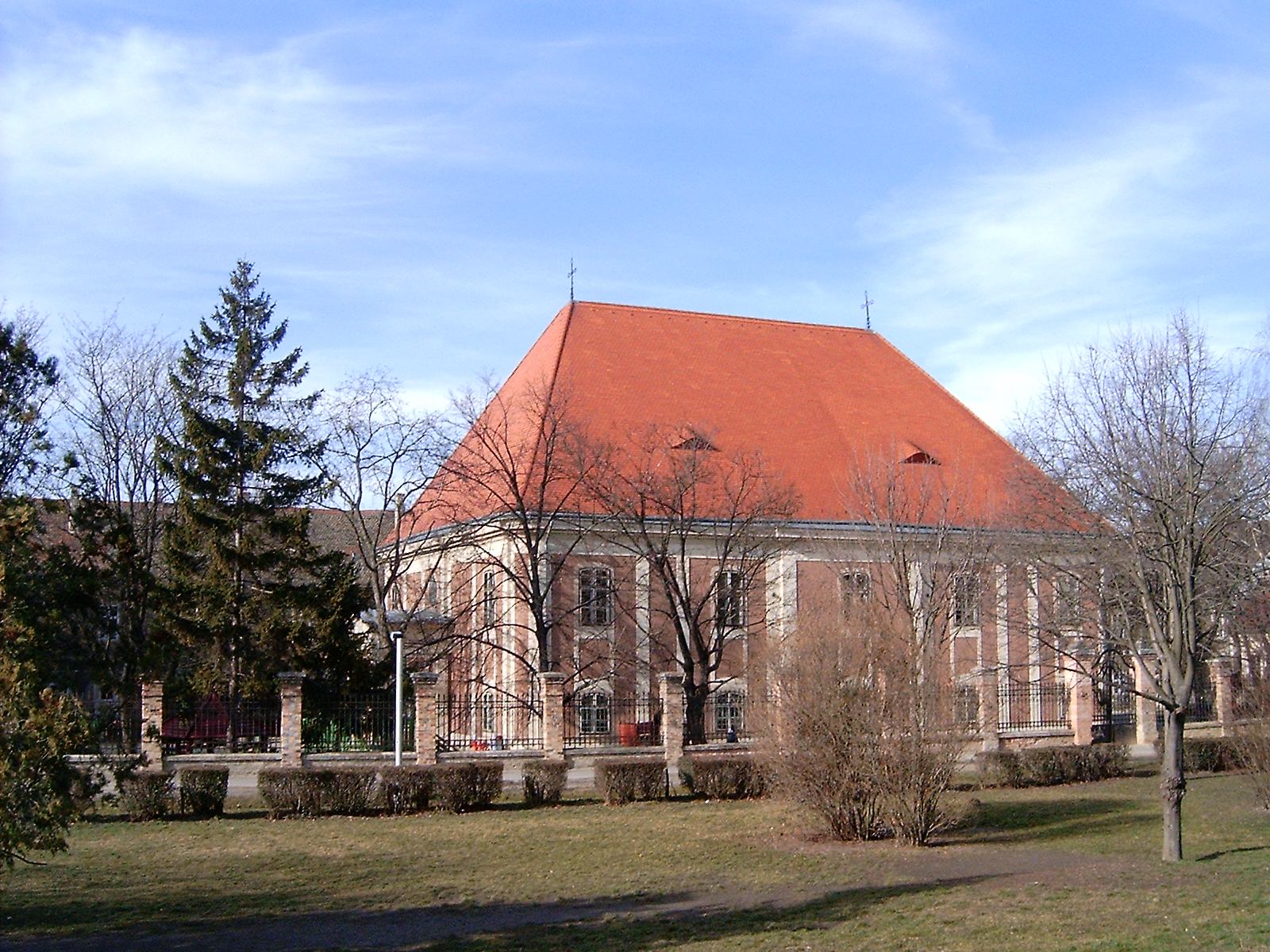
Az Evangélikus Öregtemplom a Rába felől

Újváros Győr városrésze. A Belváros és Sziget városrészek  között helyezkedik el. Szigettől a Rábca folyó medre helyén kialakult Bercsényi liget, Belvárostól a Rába folyó választja el. Újváros nyugati, Rábca felé eső részén  található a Szent Erzsébet-telep (régebbi nevén Gorkijváros) nevű családi házas övezet. Újváros belső (a Belvároshoz közelebb eső) része 2005 óta műemléki jelentőségű terület.
Újvárosban működött a Gardénia Csipkefüggönygyár. Szomszédságában vezet el a városból a Béke hídon kivezető 1. számú főút városi szakasza. Vele párhuzamosan halad a Budapest–Bécs vasútvonal kettős vasúti hídja és  a Győr-Sopron közti vasút hídja. A városrész leghosszabb utcája a Kossuth Lajos  utca, a Béke híd megépülése előtt ezen haladt Győrből a Bécsbe tartó forgalom.
Egymás mellett öt vallási felekezet templomai férnek meg itt: az Evangélikus Öregtemplom, a zsinagóga, a református templom, a katolikus templom és a görögkatolikus templom (a régi szerb ortodox vagy rác templom). Ennek a jellegzetességnek kihasználására rendezik meg 2006 óta minden év szeptemberében az Öt Templom Fesztivált. Az ötnapos fesztivál során minden nap más templom ad otthont a vallási, zenei, kulturális hagyományokat bemutató programoknak, koncerteknek. Emellett városnéző séták során ismerkedhetnek meg az érdeklődők Újváros történetével, nevezetességeivel.

## Műemlékei, látnivalói
Lásd még: Győr-Újváros műemlékeinek listája
A belvárosi Bécsi kapu térről a Rába kettős hídon juthatunk a Radó-szigeten át Újvárosba. A Rába kettős hídon átérve a Rát Mátyás térre érkezünk. A kis teret északról pompás neoreneszánsz paloták szegélyezik, melyek közül a 15. szám alatti Vámház kis tornyos, eklektikus 19. századvégi épülete, melyet Hübner Jenő tervezett, különösen figyelemre méltó. A tér déli oldalán a Rába partján található az Insula Lutherana („evangélikus sziget”). Az úgynevezett Konventépület hatalmas klasszicista épületcsoportja Győr egyik legjelentősebb műemléki együttese; a Rába partján egészen a Petőfi térig húzódik. Az itt működő evangélikus gimnáziumban tanított Kis János, a 18. és 19. századi agilis irodalom szervezője, Berzsenyi egyik felfedezője.
A Konventépület udvarában áll az Evangélikus Öregtemplom, ami 1783-85 közt épült copf stílusban, torony nélkül. A belsőkarzatos teremtemplom legfőbb dísze faragott késő barokk szószékoltára, benne Orlay Petrich Soma festményével. A templom egyik ékessége az oltár előtt álló vörös homokkőből készült keresztelőkút, harang formájú fedelén Jézust ábrázoló kis öntött szoborcsoporttal. A templom belsejét 18. századi holland vörösrézcsillárok világítják be.
A Petőfi téren a zsinagóga hatalmas épülete a legfőbb látnivaló. A neoromán, nyolcszög alaprajzú zsinagóga 1868-70 között épült egy központi, és négy kisebb, a sarkokon álló kupolával. Lenyűgöző a templom körerkélyekkel gazdagított kupolákkal tagolt belső tere, s a templom rózsaablakai. A késő historizmus idején számos jelentős európai zsinagóga építéséhez szolgált mintául. Az 1927-ben átalakított zsinagóga a második világháborúban súlyos károkat szenvedett. Napjainkra kulturális célokra hozták helyre, vallásfelekezeti célokat jelenleg nem szolgál. Falai közt tekinthető meg a Vasilescu Gyűjtemény. A zsinagógával egybeépült kétemeletes klasszicista épületben működik a Széchenyi István Egyetem Varga Tibor Zeneművészeti Intézete.
A Petőfi téren áll az újvárosi református templom is. A késő historizáló neogót stílusú templom 1905-ben épült. A saroktorony tűhegyes sisakját messziről észre lehet venni. A templom belső kialakítása egységes hatású, monumentális csarnokterét gótikus díszek gazdagítják. A templomtól délre, a Bálint Mihály utcában áll az 1784-ben épült régi, torony nélküli református templom átalakított épülete.
A Kossuth Lajos utcával párhuzamos Bálint Mihály utcában áll az 1727-ben épült barokk Rác templom is. Falában copf és klasszicista sírkövek láthatóak. Különösen szép a templom ikonosztáza is. A templom mellett álló földszintes, L alakú épület (Bálint Mihály utca 54.) az egykori ortodox paplak és iskola, az épület udvari oldalát csehsüvegboltozatos árkádos folyosó alkotja. Több régi, fésűs beépítésű parasztbarokk lakóházat is láthatunk az utcában.

## Kossuth utca
A Kossuth utca Újváros főutcája. Számos 18.-19. századi, barokk és klasszicista eredetű háza van, ma még elég rossz állapotban. Újváros, s benne a Kossuth utca rehabilitációs tervének kidolgozása jelenleg folyik. Fontosabb épületek:
- Kossuth utca 7.: Kossuth Lajos Ipari Szakközépiskola és Szakiskola
- Kossuth utca 9.: református lelkészi hivatal, értékes 17.-18. századi ötvösmunkákat őriz.
- Kossuth utca 11.: Újvárosi plébániaház, a késő barokk épületnek különösen szép sarokerkélye érdemel figyelmet.
- Kossuth utca 13.: az egykori Szentháromság városi kórház barokk épülete, az épület szépen faragott kőkeretes kapuja feletti emléktábla alapján megtudhatjuk, hogy az itt működő kórházat Mulartz János Henrik győri várerődítési orvos és felesége Neupauer Mária Terézia alapították 1749-ben. A mai épület 1765-ből származik. Hosszú tizenegy ablaktengelyes homlokzatát a XIX. század végén eklektikus stílusban átalakították, de a már említett kapu és az efelett tetőn álló oromzata eredeti barokk formáját őrzik.
- Kossuth utca 17.: XVIII. századi eredetű  késő barokk lakóház, a ház középtengelyében levő kosáríves kapu felett két csigavonalas konzolon nyugvó barokk zárterkély, valamint a rokokó kapuszárnyak adják a szépségét
- Kossuth utca 19.: emeleti lépcsőfeljáratát empire vázával díszített klasszicista vasrácsos ajtó zárja le
- Kossuth utca 21.: kora klasszicista lakóház, érdekességei a korai klasszicista, vörösmárvány, kosáríves kapuja, zárókövén 1801-es évszámmal, mely a ház építési idejére utal, valamint a homlokzati fülkében látható Nepomuki Szent János szobor
- Kossuth utca 24: az 1910 körül épült ház a késő szecesszió figyelemreméltó emléke
- Kossuth utca 28.: az egykori Arany Bárány Szálló
- Kossuth utca 31.: egyemeletes klasszicista lakóház, mai alakját a XIX. század közepén nyerte, erre utal homlokzata és vörösmárvány klasszicista kapubejárata, a ház udvarának keleti árkádos szárnya a XVIII. századból származik
- Kossuth utca 36.: eklektikus homlokzatú lakóház, klasszicista kőkeretes kapuja és dongaboltozatos kapuja érdemel figyelmet, udvarának végében az 1840-es években szappangyár volt
- Kossuth utca 40.: egyemeletes eklektikus épület boltíves kapualjjal, udvarán magtár található a XVIII. század végéből
- Győr-Újvárosi római katolikus plébániatemplom (Kossuth utca 42.): 1836-41 közt épült klasszicista stílusban Fruhman Antal tervei szerint az egykor itt állt evangélikus templom helyén. Szentélyében 1858-ból származó szép falfestmények láthatók
- Kossuth utca 66.: földszintes késő barokk lakóház eredeti kapuszárnyakkal, udvarában csehsüveg-boltozatos árkádsor látható, az udvar hátsó részén félemelet magasságban toszkán oszlopos loggia található
- Kossuth utca 70.: XVIII. századi újvárosi kereskedőház korabeli pincékkel és raktárakkal, a földszintes sarokház mai formájában az 1831-es klasszicista átalakítás jegyeit viseli
- Kossuth utca 71.: földszintes klasszicista lakóház, klasszicista vörösmárvány kapuja 1852-ből származik, ebben a házban, valamint a tőle keletre és délre eső házakban éltek egykor az újvárosi hajósmolnárok

## Külső hivatkozások
- Az Öt Templom Fesztivál honlapja
- A győri evangélikus gyülekezet honlapja
- A Vasilescu gyűjtemény honlapja[halott link]